# Saint-Martin-des-Bois
Saint-Martin-des-Bois és un municipi francès, situat al departament del Loir i Cher i a la regió de Centre – Vall del Loira. L'any 2007 tenia 596 habitants.

## Demografia

### Població
El 2007 la població de fet de Saint-Martin-des-Bois era de 596 persones. Hi havia 252 famílies, de les quals 76 eren unipersonals (36 homes vivint sols i 40 dones vivint soles), 88 parelles sense fills, 68 parelles amb fills i 20 famílies monoparentals amb fills.
La població ha evolucionat segons el següent gràfic:
Habitants censats

### Habitatges
El 2007 hi havia 343 habitatges, 261 eren l'habitatge principal de la família, 54 eren segones residències i 28 estaven desocupats. 332 eren cases i 10 eren apartaments. Dels 261 habitatges principals, 209 estaven ocupats pels seus propietaris, 46 estaven llogats i ocupats pels llogaters i 5 estaven cedits a títol gratuït; 5 tenien una cambra, 17 en tenien dues, 47 en tenien tres, 66 en tenien quatre i 125 en tenien cinc o més. 219 habitatges disposaven pel capbaix d'una plaça de pàrquing. A 115 habitatges hi havia un automòbil i a 123 n'hi havia dos o més.

### Piràmide de població
La piràmide de població per edats i sexe el 2009 era:
| Homes | Edats   | Dones |
| ----- | ------- | ----- |
| 0     | 95 o +  | 0     |
| 0     | 90 a 94 | 0     |
| 4     | 85 a 89 | 4     |
| 8     | 80 a 84 | 8     |
| 16    | 75 a 79 | 20    |
| 20    | 70 a 74 | 28    |
| 4     | 65 a 69 | 24    |
| 16    | 60 a 64 | 4     |
| 8     | 55 a 59 | 8     |
| 16    | 50 a 54 | 12    |
| 32    | 45 a 49 | 20    |
| 4     | 40 a 44 | 20    |
| 36    | 35 a 39 | 28    |
| 24    | 30 a 34 | 24    |
| 12    | 25 a 29 | 8     |
| 24    | 20 a 24 | 8     |
| 16    | 15 a 19 | 16    |
| 24    | 10 a 14 | 36    |
| 20    | 5 a 9   | 12    |
| 16    | 0 a 4   | 8     |

## Economia
El 2007 la població en edat de treballar era de 374 persones, 295 eren actives i 79 eren inactives. De les 295 persones actives 278 estaven ocupades (148 homes i 130 dones) i 17 estaven aturades (8 homes i 9 dones). De les 79 persones inactives 40 estaven jubilades, 19 estaven estudiant i 20 estaven classificades com a «altres inactius».

### Ingressos
El 2009 a Saint-Martin-des-Bois hi havia 271 unitats fiscals que integraven 649,5 persones, la mediana anual d'ingressos fiscals per persona era de 16.965 €.

### Activitats econòmiques
Dels 14 establiments que hi havia el 2007, 2 eren d'empreses alimentàries, 3 d'empreses de fabricació d'altres productes industrials, 3 d'empreses de comerç i reparació d'automòbils, 2 d'empreses d'hostatgeria i restauració, 1 d'una empresa immobiliària, 2 d'empreses de serveis i 1 d'una empresa classificada com a «altres activitats de serveis».
Dels 3 establiments de servei als particulars que hi havia el 2009, 2 eren tallers de reparació d'automòbils i de material agrícola i 1 perruqueria.
Dels 2 establiments comercials que hi havia el 2009, 1 era una botiga de menys de 120 m² i 1 una joieria.
L'any 2000 a Saint-Martin-des-Bois hi havia 33 explotacions agrícoles que ocupaven un total de 3.016 hectàrees.

## Equipaments sanitaris i escolars
El 2009 hi havia una escola elemental.

## Poblacions més properes
El següent diagrama mostra les poblacions més properes.